# Christopher Rice Mansel Talbot
Christopher Rice Mansel Talbot (10 mai 1803 - 17 janvier 1890) est un propriétaire, un industriel et un homme politique libéral britannique d'origine galloise. Il développe son domaine à Margam, près de Swansea en faisant un site sidérurgique desservi par les chemins de fer et un port, renommé Port Talbot. Il siège comme député dans les circonscriptions électorales de Glamorgan de 1830 jusqu'à sa mort en 1890, mandat de soixante ans qui en fait le député le plus ancien du dix-neuvième siècle. Il est Lord Lieutenant de Glamorgan, de 1848 à 1890.

## Origines familiales
Il est issu des comtes de Shrewsbury, en passant par le château de Hensol, le château de Talbot et l'abbaye de Lacock. La famille a acheté l’abbaye de Margam et sa vaste étendue de 18725 acres dans la paroisse de Margam lors de la dissolution des monastères. S'étant ensuite mariés avec les Mansels de Oxwich et Penrice, les Talbots sont les plus importants propriétaires de Glamorgan. Leur domaine immobilier à Margam comprend d'anciennes forges et de vastes droits miniers sur Margam, Kenfig et Aberavon. Le père de Talbot acquiert le domaine de Penrice, où, après avoir reconstruit le château de Penrice en 1820, le revenu annuel atteint 15 000 £ .

## Jeunesse
Christopher Rice Mansel Talbot est né à Penrice, Swansea, fils de Thomas Mansel Talbot, et Lady Mary Lucy, fille de Henry Fox-Strangways (2e comte d'Ilchester). À la mort de son père en 1813, Christopher n'a que dix ans. Ses biens à Penrice et à Margam sont donc placés en fiducie jusqu'à sa majorité en 1824. Sa gouvernante est depuis quelque temps Agnes Porter . Il fait ses études dans une école privée dans le Dorset, puis à Harrow et Oriel College, Oxford, où il obtient son diplôme en 1824 avec un 1er degré de spécialisation en mathématiques. Il entreprend ensuite un Grand Tour d'Europe. Ses activités préférées sont la navigation de plaisance, les courses et la chasse. En 1823, il est élu membre du Royal Yacht Club (devenu par la suite le Royal Yacht Squadron), dont il est le vice-commodore de 1851 à 1861. 

## Début de carrière politique, 1830-1868
Neuf membres de la famille Mansel siègent au Parlement depuis le début du XVIe siècle et la famille est considérée dans les cercles aristocratiques comme le représentant naturel du Glamorganshire à Westminster. Le père de Talbot, cependant, n'a manifesté aucun intérêt à devenir député, mais après sa mort en 1813, la famille réaffirme ses prétentions politiques lorsque le deuxième mari de sa mère, Sir Christopher Cole (en), est élu député du comté en 1817  par un arrangement familial jusqu'à ce que Talbot soit prêt à entrer dans la vie politique . 
Même en 1817, cependant, il y a une certaine opposition à l'élection de Cole. Lors de la réunion à Bridgend où le nouveau député est élu sans opposition, George Tennant, un industriel de Swansea, exprime du mécontentement. 
Comme on s'y attend donc, Talbot hérite pratiquement hérité du rôle de député du Glamorganshire en 1830, à la retraite de son beau-père. Bien que théoriquement considéré comme un libéral, Talbot bénéficie d'une indépendance considérable pendant la plus grande partie de sa longue carrière politique et sa liberté d'opérer en dehors des structures de parti n'est limité que par les réformes parlementaires intervenues à la fin de son mandat à la Chambre des communes, où il reste jusqu'à son décès. 
Bien que appartenant fermement à la branche whig du parti libéral, Talbot montre des signes de soutien pour des politiques plus radicales bien avant la prise de contrôle du parti par Gladstone dans les années 1860. En 1853, il vote en faveur des scrutins. Deux ans plus tard, il appuie l'abolition des tarifs religieux et, en 1856, vote avec le député de Swansea, Lewis Llewelyn Dillwyn, en faveur du désétablissement de l'église d'Irlande . 

## Industrie et transport
Talbot reconnait qu'une amélioration des transports pourrait stimuler la croissance industrielle. En tant que député, il présente un projet de loi en 1834 visant à améliorer le vieux port d'Aberavon. Deux ans plus tard, un autre projet de loi prévoit l'expansion du port et le changement de nom de Port Talbot en son honneur. Il encourage également l'aménagement des docks de Swansea et est l'un des pionniers de l'introduction de chemins de fer dans le sud du pays de Galles. En tant que président et actionnaire de la South Wales Railway Company, acquise par le Great Western Railway en 1863, Talbot rejoint le conseil d'administration de la GWR. 
Talbot investit également dans les industries d'extraction et de production de métaux de la région. La forge de Port Talbot, ouverte au début de 1831, fait partie de l'industrialisation qui se déroule alors dans le sud du pays de Galles; le cuivre est fondu à Neath, à proximité, depuis 1584, et il y a des ferblanteries et des ferronneries à Pontardawe. 
En 1869, à bord de son yacht privé Lynx, il assiste à l'ouverture du canal de Suez, accompagné de membres de sa famille et de plusieurs invités. Lorsqu'il est en Égypte, Gladstone lui offre une pairie, mais il refuse à cette occasion et à deux autres occasions. Il est considéré comme le roturier le plus riche de son temps . 

## Château de Margam
Sur une période de dix ans à partir de 1830, Talbot entreprend de réaménager le domaine familial du château de Margam. Le manoir est conçu dans le style gothique Tudor par l'architecte Thomas Hopper (1776–1856), tandis qu'Edward Haycock (1790–1870) est architecte de surveillance et conçoit des parties de l'intérieur et de l'extérieur de la maison, des écuries, des terrasses et des pavillons. Talbot s'intéresse également beaucoup au projet, encourageant ses architectes à emprunter des éléments à l'Abbaye Sainte-Marie de Lacock dans le Wiltshire (siège ancestral des Talbots et domicile de son cousin William Henry Fox Talbot) et de Melbury House dans le Dorset (domicile de la famille de sa mère, Fox-Strangways, comtes de Ilchester). Margam Castle est un bâtiment classé grade I appartenant au conseil d’arrondissement de Neath et du comté de Port Talbot. 
Talbot encourage William Henry Fox Talbot et John Talbot Dillwyn Llewellyn dans le développement de la photographie et est lui-même membre de la Royal Society.

## Carrière parlementaire ultérieure, 1868-1890
Talbot, à l'instar de son collègue du comté, Sir Hussey Vivian, n'est pas opposé à la réforme parlementaire. Les lois de réforme de 1867 et 1884, ainsi que le redécoupage pour l'élection générale de 1885, permettent de donner le droit de vote à un nombre croissant de travailleurs de l'industrie. À terme, cela va révolutionner la politique de Glamorgan, mais l’impact immédiat est d’accroître la part du Parti libéral dans le comté et de rendre l’élection d’un conservateur presque inconcevable dans la plupart des sièges . 
Lors de la redistribution des sièges au Parlement en 1885, il est élu dans le Mid Glamorganshire, une circonscription essentiellement minière, qui comprend les vallées de Llynfi, Garw et Ogmore. Malgré son statut vénérable, l'Association libérale envisage initialement d'autres candidats, dont Gwilym Williams et J. Carvell Williams.   
Bien que Talbot se soit réconcilié avec le libéralisme Gladstonien dans une large mesure, il dispose de très peu de temps pour des sujets concernant spécifiquement le pays de Galles. Il refuse de prendre part aux campagnes en faveur du démantèlement gallois et de l'enseignement intermédiaire en gallois, contrairement à son compatriote député de Glamorgan, Hussey Vivian. Surtout, il est fermement opposé au mouvement Cymru Fydd, qui exige une loi galloise . 
S'étant d'abord opposé à l'Irish Home Rule, son point de vue est critiqué, en particulier dans la région de Maesteg. Il se plaint à son collègue du comté, Hussey Vivian, d'avoir eu une réunion avec les libéraux de Maesteg et, même s'ils étaient amicaux en façade, "on me dit qu'ils [sont] devenus querelleux après mon départ et ont suggéré divers substituts" . Quelques semaines plus tard, cependant, une réunion de l’association à Briton Ferry, à laquelle n’ont pas assisté de manière significative les délégués de certains districts industriels, a réintégré à l’unanimité Talbot. 
Talbot, qui est au fond un unioniste libéral, soutient également diverses politiques Gladstoniennes, ce qui a sans aucun doute contribué à empêcher l’opposition lors des élections générales de 1886 . 
Il conserve son siège jusqu'à sa mort et devient le père de la Chambre des communes. Il est décrit comme "un grand et vieux monsieur ... portant une longue couette de laine" dans le journal de Sir Henry Lucy du Parlement de Salisbury du 10 juin 1888, publié sous forme de livre en 1892. 
Talbot est le dernier propriétaire terrien aristocratique à représenter Glamorgan à la Chambre des communes. À sa mort, en 1890, il est remplacé par Samuel Thomas Evans, fils non conformiste d'un commerçant de Skewen et radical éminent. 

## Héritage et famille
Le 31 octobre 1880, Talbot pose la première pierre de la mairie de Maesteg, Maesteg. Il donne 500 £ (
50139 £ aujourd'hui) au fonds de construction et les mineurs de la vallée ont accepté de payer un jour de salaire. 
À Llanfair, son nom survit encore à "Talbot Terrace". En 1865, il y a un pub dans le village appelé "Talbot Arms". 
Talbot épouse le 28 décembre 1835 Lady Charlotte Butler, fille de Richard Butler (1er comte de Glengall), à Cahir House, comté de Tipperary. Elle est décédée à Malte le 23 mars 1846, où les Talbots étaient sur leur yacht Galatea . 
Le fils unique de Talbot, Theodore, meurt en 1876 à la suite d'un accident de chasse. D'où la dédicace à Saint-Théodore d'une paroisse anglo-catholique à l'est de Port Talbot. C'est donc sa fille Emily Charlotte Talbot (1840-1918) qui hérite de la fortune de son père et devient tout aussi remarquable dans le développement des ports et des voies ferrées . Une autre fille, Olive Talbot (en),  fonde un collège théologique anglican à Aberdare, qui s'installe à Cardiff Road, au Llandaff St. Michael's College. 